# Civil Air Transport

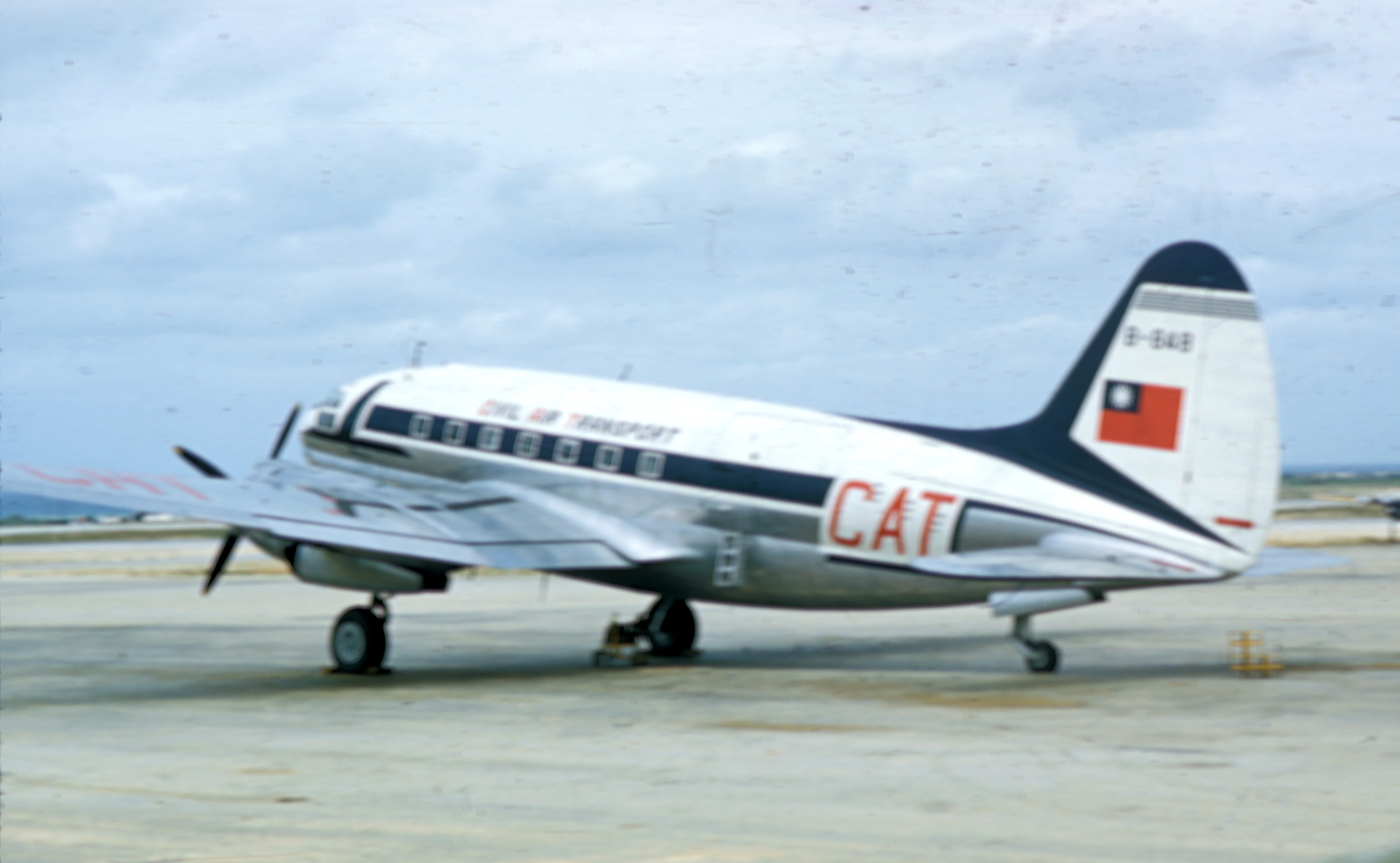
Eine C-46 der CAT in Indochina Anfang der 1950er Jahre

Civil Air Transport (CAT) war eine chinesische Fluggesellschaft, die von ehemaligen US-Piloten nach dem Zweiten Weltkrieg in Asien betrieben wurde. Sitz der Gesellschaft war Taipeh. Die Gesellschaft wurde ab 1950 direkt von US-amerikanischen Nachrichtendiensten betrieben.

## Geschichte

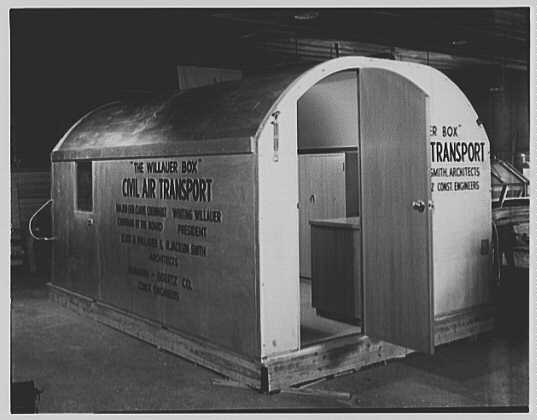
The Willauer Box

Die Gesellschaft wurde vom ehemaligen Befehlshaber der Flying Tigers, Claire Chennault, vorwiegend aus Veteranen dieser Einheit aufgebaut.
Civil Air Transport übernahm von 1946 bis 1949 Unterstützungsaufgaben für die nationalchinesische Regierung unter Chiang Kai-shek. Nach der Niederlage der Nationalisten im Chinesischen Bürgerkrieg versuchte die Gesellschaft eher erfolglos, sich in Indochina einen Markt zu eröffnen. Im August 1950 wurde die Gesellschaft durch die Central Intelligence Agency erworben. Offiziell darüber informiert war innerhalb der Belegschaft nur Chennault selbst. CAT trat offiziell als zivile Fluggesellschaft auf und bot planmäßige Passagierflüge an, führte jedoch gleichzeitig auch geheime Einsätze zur Unterstützung antikommunistischer Bewegungen im Indochina-Raum durch, wie etwa Versorgungsflüge von Stützpunkten der Guomindong in Burma. Die Fluggesellschaft übernahm ab 1950 zahlreiche Transporteinsätze im Dienste der Franzosen während des Indochinakriegs. Nach Kriegsende übernahm CAT die Rückführung von rund 20.000 Flüchtlingen aus dem kommunistischen Norden des Landes. 1959 wurde die Firma in Air America umbenannt. Ab 1951 war einer ihrer Direktoren der frühere deutsche Pilot Max Springweiler. Dieses Amt hatte er bis 1962 inne.

## Zwischenfälle
Von 1946 bis zur Betriebseinstellung 1968 kam es bei Civil Air Transport zu 16 Totalschäden von Flugzeugen, 7 davon mit Curtiss C-46 Commando. Bei 11 davon kamen 173 Menschen ums Leben. Beispiele:
- Am 29. Juli 1948 geriet eine Curtiss C-46D-20-CU Commando der Civil Air Transport (Luftfahrzeugkennzeichen XT-822) nach dem Start vom Flughafen Qingdao-Liuting (China) in 100 Metern Höhe ins Trudeln und stürzte ab. Alle 19 Insassen, drei Besatzungsmitglieder und 16 Passagiere, kamen ums Leben.[6]

- Am 4. Dezember 1949 ging in einer Curtiss C-46D Commando der Civil Air Transport (XT-812) während des Fluges von Hongkong nach Kunming das Benzin aus. Die mit einer Ladung Kraftstoff beladene Maschine wurde auf einer Sandbank in einem Fluss in der Provinz Guangxi (China) notgelandet. Alle fünf Besatzungsmitglieder, die einzigen Insassen, überlebten den Unfall. Sie wurden von chinesischen Guerilla-Kämpfern gefangen genommen und 1950 freigelassen.[7]

- Am 9. Dezember 1949 wurde eine Curtiss C-46D-20-CU Commando der chinesischen Civil Air Transport (XT-820) in der Nähe von Lanzhou (China) gegen einen Berg geflogen. Durch diesen CFIT (Controlled flight into terrain) wurden alle 38 Insassen getötet.[8]

- Am 10. Dezember 1949 verunglückte eine Curtiss C-46D-20-CU Commando der chinesischen Civil Air Transport (XT-814) während eines nächtlichen Evakuierungsfluges vom Flughafen Chengdu-Shuangliu (China). Von den 40 Insassen kamen 17 ums Leben, alle fünf Besatzungsmitglieder und 12 Passagiere. Chengdu war die letzte Stadt auf dem Festland, welche die Nationalrevolutionäre Armee der Kuomintang im Bürgerkrieg bis zu ihrer Flucht nach Taiwan verteidigte. Am 10. Dezember 1949 eroberten kommunistische Einheiten die Stadt.[9]

- Am 9. Dezember 1950 wurde eine Curtiss C-46F-1-CU Commando der CIA-Fluggesellschaft Civil Air Transport (XT-852) in einer Höhe von 2440 Metern gegen eine Flanke des 3766 Meter hohen Fudschijama (Japan) geflogen. Die Maschine war auf dem Weg vom 72 Kilometer nordöstlich gelegenen Militärflugplatz Tachikawa nach Korea. Durch diesen CFIT (Controlled flight into terrain) wurden alle 3 Besatzungsmitglieder getötet, die einzigen Insassen.[10]

- Am 20. Juni 1964 stürzte eine Curtiss C-46D Commando (B-908) kurz nach dem Start vom Flughafen Taichung infolge von Kontrollverlust nach einem Triebwerksausfall ab. Alle 57 Insassen, 5 Besatzungsmitglieder und 52 Passagiere, wurden getötet. Es war der Unfall mit den meisten Todesopfern bei einer C-46 im zivilen Betrieb (siehe auch Civil-Air-Transport-Flug 106).[11]

- Am 27. September 1950 öffnete der Copilot einer Curtiss C-46D-20-CU Commando der US-amerikanischen CIA-Fluggesellschaft Civil Air Transport (XT-862) bei der Landung auf der Marine Corps Air Station Iwakuni (Japan) versehentlich den rechten Gashebel und den linken Kühlluftklappenhebel statt beider Kühlluftklappenhebel. Das Flugzeug kam von der Landebahn ab und geriet auf unwegsames Gelände, wobei das Fahrwerk zusammenbrach. Alle Insassen überlebten den Unfall. Das Flugzeug wurde irreparabel beschädigt.[12]

- Am 8. Dezember 1950 wurde eine Curtiss C-46F-1-CU Commando der Civil Air Transport (XT-44) bei der Landung auf dem Flugplatz Yonpo (Nordkorea) irreparabel beschädigt. Einer der 10 Insassen kam ums Leben.[13]

- Am 16. Februar 1968 wurde eine intakte Boeing 727-92C der Civil Air Transport (B-1018) im Anflug auf den Flughafen Taipeh-Songshan weit unter den Gleitpfad des Instrumentenlandesystems und dabei ins Gelände geflogen. Die Maschine setzte auf, rollte 200 Meter und flog wieder hoch, bis sie Bäume und ein Bauernhaus streifte. Von den 63 Insassen kamen 21 ums Leben (siehe auch Civil-Air-Transport-Flug 010).[14]

## Rezeption
Der DEFA-Spielfilm Geschwader Fledermaus von Erich Engel aus dem Jahre 1958 basiert auf dem gleichnamigen Theaterstück des bundesdeutschen Autors Rolf Honold und bietet eine ideologisch korrekte Form der Einsatzumstände unter den Bedingungen des Kalten Krieges.